# Ernst Schollich

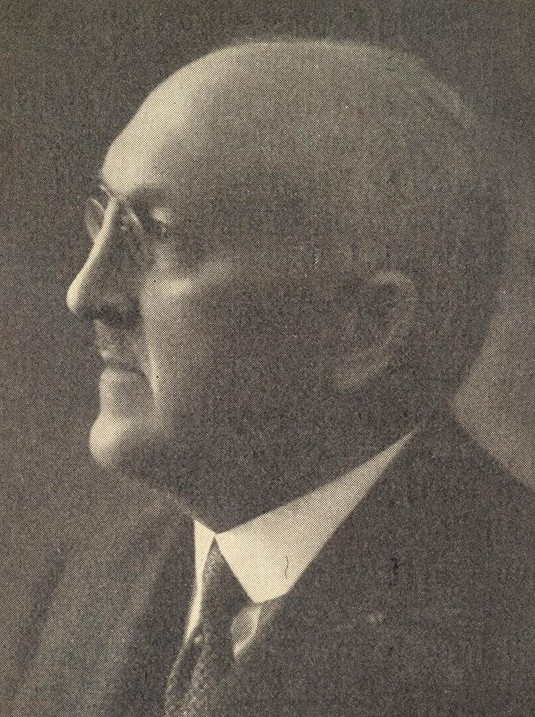
Ernst Schollich

Ernst Schollich (* 26. April 1882 in Libau, Österreich-Ungarn; † 23. Mai 1945 in Neutitschein) war ein tschechoslowakischer Politiker der deutschen Minderheit.

## Leben
Schollichs Vater war Tischlermeister. Er selbst besuchte die Gymnasien in Olmütz und Mährisch Neustadt und studierte anschließend Geographie und Geschichte in Prag und Graz. Das Studium schloss er mit der Lehramtsprüfung und der Turnlehrerprüfung ab, 1908 wurde er promoviert.
Nach dem Studium arbeitete Schollich als Lehrer, zunächst an einer Mittelschule in Mährisch Neustadt, ab 1908 dann als Studienrat an der höheren landwirtschaftlichen Mittelschule in Söhle bei Mährisch Neustadt.
Am Ersten Weltkrieg nahm er als Soldat an der russischen und italienischen Front teil. Nach dem Krieg gründete er die Deutsch-soziale Volkspartei in Mähren und Schlesien mit. Von 1920 bis 1935 saß er für die Deutsche Nationalpartei im Abgeordnetenhaus der Tschechoslowakei. 1935 wurde Schollich Mitglied der Sudetendeutschen Partei. Von 1938 bis 1945 war er Bürgermeister der Stadt Neutitschein. 1939 wurde er mit Wirkung zum 1. November 1938 Mitglied der NSDAP (Mitgliedsnummer 6.721.633), im April 1939 wurde er auch in die SS aufgenommen (SS-Nummer 323.014), wo er zunächst SS-Hauptsturmführer, ab September 1939 dann SS-Sturmbannführer war. Im Januar 1943 wurde er zum Kreisamtsleiter für Kommunalpolitik und zum Gemeinschaftsleiter der NSDAP ernannt.
Im Mai 1945 verhaftete die tschechische Polizei Schollich. Noch im gleichen Monat beging er in der Haft Selbstmord.